# Bernd Oberhoffner
Bernd Oberhoffner es un deportista de la RDA que compitió en luge en la modalidad doble. Ganó una medalla de plata en el Campeonato Mundial de Luge de 1981, y una medalla de oro en el Campeonato Europeo de Luge de 1979.

## Palmarés internacional
| Campeonato Mundial | Campeonato Mundial    | Campeonato Mundial | Campeonato Mundial |
| Año                | Lugar                 | Medalla            | Prueba             |
| ------------------ | --------------------- | ------------------ | ------------------ |
| 1981               | Hammarstrand (Suecia) | Medalla de plata   | Doble              |
| Campeonato Europeo |                       |                    |                    |
| Año                | Lugar                 | Medalla            | Prueba             |
| 1979               | Oberhof (RDA)         | Medalla de oro     | Doble              |